# Swayamvara

Swayamvara de Damayanti.

Swayamvara (en sánscrito: स्वयंवर: en sánscrito: स्वयंवर, IAST: svayaṃvara), en la India antigua, era la práctica de escoger un marido, de entre una lista de pretendientes, por una chica casadera. Swayam en sánscrito significa uno mismo y vara significa en este contexto novio.
En esta práctica, el padre decide conducir el Swayamvara de su hija en un lugar y momento auspicioso, por lo que transmite este mensaje al mundo exterior. Generalmente los reyes enviaban mensajeros allende sus fronteras, mientras que los plebeyos se las arreglaban para difundir la noticia en su comunidad.
En el día y lugar elegidos, la chica escoge de una asamblea de pretendientes o al pretendiente que complete una tarea. Cuando la chica identifica el pretendiente de su elección, ella lo señala poniéndole guirnaldas e inmediatamente se lleva a cabo una ceremonia de matrimonio.

## Ejemplos

### Sītā
En el texto épico hindú Ramayana (रामायण), Sītā (सीता) se casa con Rama (राम), el único lo suficientemente fuerte como para levantar el Shiv Dhanush (el arco del señor Shiva) y colocarle la cuerda. Hay una mención del swayamvara en el Ramayana de Valmiki y también está descrito en el Ramacharitamanasa de Tulsidas. En el Ramayana de Valmiki, el raja Janak dice que  ha prometido casar Sita a la persona que pueda levantar el Dhanusha y le pueda poner la cuerda. Nadie pudo hacerlo antes que Rama. Rama logró la proeza. Esta condición de levantar el Dhanusha fue llamada por Janak como virya shulka, el costo a ser pagado por el pretendiente para poder casarse con Sita.

### Kunti
El rey Kuntibhoja arregla un swayamvara para su hija adoptada Kunti en el texto épico hindú Mahābhārata. Muchos reyes y príncipes de la región de Aryan atendieron su swayamvara. Entre ellos estaba Pandu, el rey de Hastinapura. Kunti escogió a Pandu como su marido.

### Draupadī

El Swayamvara de la princesa Panchala, Draupadi

Para ganar la mano de Drāupadī (द्रौपदी), la hija del rey Drupada de Paanchal en el Mahābhārata (महाभारत), los aspirantes debían acertar en el ojo de un pez usando arco y flecha. Este pez era solo una imagen en un rueda rotatoria. La rueda rotaba alrededor de una varilla colocada en una sartén llena de aceite. Los muchos pretendientes debían acertar al ojo usando el reflejo creado en el aceite. En todo el mundo, solo tres hombres casaderos lo podrían hacer. Ellos eran el príncipe Arjuna de Hastinapur, el tercero de los Pandavas quien se presentó de incógnito, el rey Karna de Anga y el príncipe de Dwaraka, Krishna. Pero Krishna estaba allí solo como espectador y para asegurarse que Arjuna se casaría con Draupadi. Aunque Karna estaba altamente cualificado y era capaz de hacer la proeza, Draupadi rehusó su participación, declarando que su baja casta de nacimiento como conductor de carros de combate le hacía indigno de casarse con una princesa nacida de un dios. Esta fue la razón por la que Karna desarrolló un gran odio hacia Draupadi. Arjuna tuvo éxito en acertar al pez se casó con ella.

### Damayanti
Otro famoso swayamvara del Mahabharata se encuentra en la historia de Damayanti, quién escoge a Nala para que sea su marido, contra el deseo de los dioses.

### Literatura moderna
En el príncipe con barba se cuenta la historia de la princesa Roopali cuyo padre lleva a cabo un swayamvara para su para que ella seleccione un novio.

## Kitayun
El Shahnama de Fardausi registra una tradición similar en el Irán preislámico, habla de Kitayun, la hija mayor del emperador de Constantinopla, quien selecciona como marido al iraní Gushtasp. En orden a procurar un marido para una de sus hijas, el Emperador determina llevar a cabo una gran asamblea de hombres ilustres y sensatos para que ella los pueda ver y seleccionar de entre ellos. Ella no encuentra un marido adecuado en la primera asamblea y se convoca a una segunda en la cual ella coloca la corona en la cabeza de Gushtap. Gushtasp, también conocido como Vishtaspa, regresa a Irán con su esposa y es coronado rey.

Según la costumbre de Ron, cuando una princesa llega a ser casadera, todos los príncipes y nobles se reunirán en un salón donde la princesa entrará con sus damas de honor y seleccionará a uno de los príncipes para ser su marido.

Ron (literalmente "Roma") era el nombre común utilizado para el Imperio Romano Oriental o Imperio bizantino por los habitantes del Oriente Medio.